# Anthophorula sonorensis
Anthophorula sonorensis är en biart som först beskrevs av Timberlake 1980.  Anthophorula sonorensis ingår i släktet Anthophorula och familjen långtungebin. Inga underarter finns listade i Catalogue of Life.